# Penshaw
Penshaw – wieś w Anglii, w hrabstwie ceremonialnym Tyne and Wear, w dystrykcie metropolitalnym Sunderland. Leży 14 km na południowy wschód od centrum Newcastle i 385 km na północ od Londynu.